# Populações tradicionais

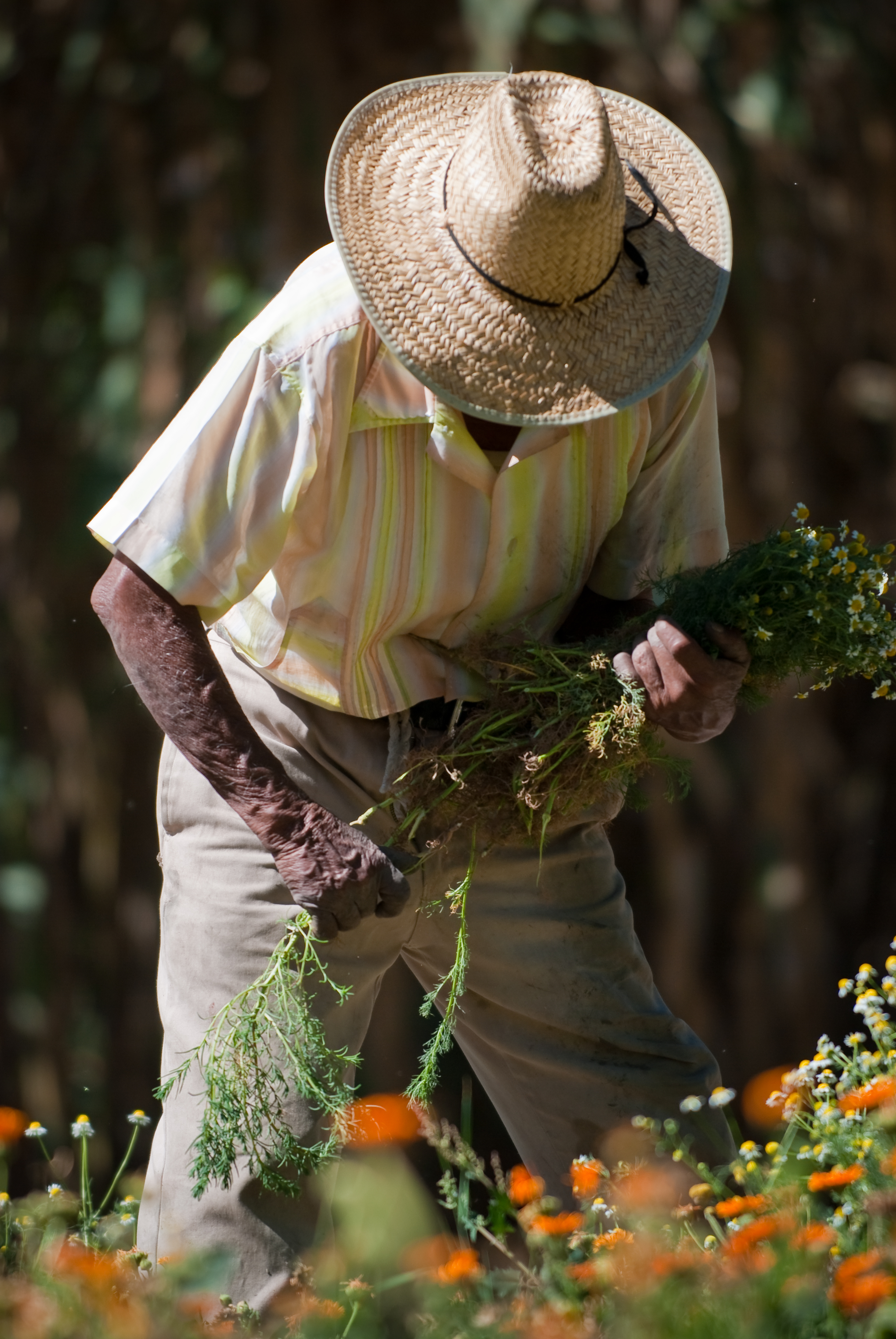
Não só os indígenas possuem valiosos conhecimentos tradicionais (por exemplo sobre plantas), mas também os quilombolas afro-americanos

Populações tradicionais, povos tradicionais ou comunidades tradicionais são grupos que possuem uma cultura diferenciada da cultura predominante local, que mantêm um modo de vida intimamente ligado ao meio ambiente natural em que vivem. Através de formas próprias: de organização social, do uso do território e dos recursos naturais (com relação de subsistência), sua reprodução sócio-cultural-religiosa utiliza conhecimentos transmitidos oralmente e na prática cotidiana.
De acordo com o Governo Federal do Brasil, para ser reconhecido como comunidade tradicional, é necessário realizar práticas cotidianas de produção baseadas no desenvolvimento sustentável. Estima-se que no país cerca de 4,5 milhões de pessoas fazem parte dessas comunidades, que ocupam 25% do território nacional, representados por: caboclos; caiçaras; extrativistas; indígenas; pomeranos, jangadeiros; pescadores; quilombolas; ribeirinhos, e; seringueiros.

## Cultura tradicional
Para entender com precisão as populações tradicionais, é fundamental entender a cultura que está ligado as relações de produção e de sobrevivência, as características:
- Dependência da natureza, constroem o "modo de vida" a partir dos ciclos naturais e os recursos naturais renováveis. Esse conhecimento é transferido entre gerações por via oral;
- Noção de território onde o grupo se reproduz econômica e socialmente;
- Moradia nesse território por várias gerações, ainda que alguns membros individuais desloquem-se para os centros urbanos e depois retornam para a terra dos antepassados;
- Predominância da atividades de subsistência, ainda que o comércio possa ser desenvolvido;
- Reduzida acumulação de capital;
- Importância dada à unidade familiar e às relações de parentesco ou de compadrio para o exercício das atividades econômicas, sociais e culturais;
- Importância de rituais associados à caça, à pesca e extrativismo;
- Uso de tecnologia simples, de impacto reduzido sobre o meio ambiente
- Reduzida divisão técnica e social do trabalho, sobressaindo o trabalho artesanal. Onde o produtor e sua família, dominam o processo de trabalho até o produto final;
- Fraco poder político, que em geral reside com os grupos de poder dos centros urbanos;
- Auto identificação ou identificação pelos outros de pertencer a uma cultura distinta da maioria.

## No Brasil

### Reconhecimento governamental
Em 2007, o Governo Federal do Brasil reconhece formalmente a existência das populações tradicionais (Decreto 6 040 de 7 de fevereiro), ampliando o reconhecimento feito parcialmente na Constituição de 1988 (somente indígena e quilombola) abrangendo as seguintes comunidade: caboclo; caiçara; extrativista; jangadeiro; pescador; ribeirinho; seringueiro; além da indígena e quilombola, instituindo também a "Política Nacional de Desenvolvimento Sustentável dos Povos e Comunidades Tradicionais" (PNPCT), subordinada ao Ministério do Meio Ambiente.

### Comunidades tradicionais brasileiras
| Pessoas/Comunidades                | Habitat                                       | Atividade                              | Ref                     |
| Andirobeiras                       |                                               | uso da árvore Andirobeira              | [ 4 ] [ 5 ]             |
| Apanhadores de flores sempre-vivas | Diamantina, Minas Gerais                      | colheita de flores                     | [ 4 ]                   |
| Benzedeiras                        |                                               |                                        | [ 4 ]                   |
| Caatingueiros                      | Caatinga                                      | criação animal                         | [ 4 ]                   |
| Caboclos                           |                                               |                                        | [ 2 ] [ 4 ]             |
| Caiçaras                           | Rio de Janeiro, São Paulo e Paraná            | pescaria                               | [ 2 ] [ 4 ] [ 5 ]       |
| Caipira                            | Paraná                                        |                                        | [ 4 ] [ 5 ] [ 6 ] [ 7 ] |
| Castanheiras                       | Amazônia                                      | colheita de castanha                   | [ 4 ] [ 5 ]             |
| Catadoras de mangaba               | Sergipe                                       | colheita de mangaba                    | [ 4 ] [ 5 ]             |
| Chapadeiros                        | Lavras Diamantinas, Piemonte da Chapada Bahia |                                        | [ 4 ] [ 8 ] [ 9 ]       |
| Ciganos                            |                                               |                                        | [ 4 ] [ 5 ]             |
| Cipozeiros                         | Santa Catarina, Paraná e São Paulo            | colheita da planta Imbé                | [ 4 ] [ 5 ]             |
| Extrativistas "marajoaras"         | Marajó, Pará                                  | pesca, colheita de camarão e açaí      | [ 2 ] [ 4 ] [ 5 ]       |
| Extrativista marinho               |                                               |                                        | [ 4 ]                   |
| Faxinalenses                       | Paraná                                        | criação animal                         | [ 4 ] [ 5 ]             |
| Povos de Fundo e Fecho de Pasto    | Bahia, Pernambuco e Piauí                     | criação de caprinos e ovinos           | [ 4 ] [ 5 ]             |
| Geraizeiros                        | Minas Gerais                                  | agricultura, pecuária e coleta         | [ 5 ] [ 11 ]            |
| Ilhéus do Paraná                   | Paraná                                        | pegador de peixe                       | [ 4 ] [ 5 ]             |
| Indígenas                          | em todas as regiões                           | pescaria, coleta e pequena agricultura | [ 5 ] [ 2 ]             |
| Isqueiros                          | Pantanal, Mato Grosso                         | coletor de iscas de pesca              | [ 4 ] [ 5 ]             |
| Jangadeiros                        |                                               |                                        | [ 2 ] [ 2 ]             |
| Marisqueiros                       | Baía de todos os Santos, Bahia                | pescaria artesanal                     |                         |
| Morroquianos                       | Morraria, Cáceres, Mato Grosso                | pequenos agricultores ou extrativistas | [ 4 ] [ 5 ]             |
| Pantaneiros                        | Pantanal, Mato Grosso                         | criação de gado                        | [ 4 ] [ 5 ]             |
| Pescadores Artesanais              |                                               | pescaria                               | [ 5 ] [ 2 ]             |
| Piaçaveiros                        | Amazônia                                      | processamento da fibra de piaçava      | [ 4 ] [ 5 ]             |
| Pomeranos                          |                                               |                                        | [ 4 ] [ 5 ]             |
| Povos de terreiro                  | em toda as regiões                            |                                        | [ 4 ] [ 5 ]             |
| Quebradeiras de coco babaçu        | Maranhão, Pará, Piauí und Tocantins           | colheita do fruto do babaçu            | [ 4 ] [ 5 ]             |
| Quilombolas                        | em todas as regiões                           |                                        | [ 5 ] [ 2 ]             |
| Retireiros                         | Nordeste do Mato Grosso                       | pecuária e agricultura                 | [ 4 ] [ 5 ]             |
| Ribeirinhos                        | Amazônia                                      | pescaria, coleta e agricultura         | [ 2 ] [ 2 ]             |
| Seringueiros                       | Amazônia                                      | cones de borracha                      | [ 2 ] [ 5 ] [ 2 ]       |
| Vazanteiros                        | Minas Gerais                                  | Agricultura                            | [ 4 ] [ 5 ]             |
| Veredeiros                         | Norte de Minas Gerais, Bahia e Centro-Oeste   |                                        | [ 4 ] [ 5 ]             |